# Османоглу, Шериф
Шериф Османоглу (ранее известный как Шериф Эль-Шериф, род. 2 января 1989; Симферополь, Крымская область, УССР) — турецкий легкоатлет, ранее выступавший за Украину, который специализируется в тройном прыжке.

## Биография
Родился в Симферополе. Всё детство Шериф был очень активным ребёнком, о чем свидетельствует глубокий шрам над бровью (разбил стекло на стеклянной двери головой). Тренер пригласил его в Киев, где он и начал свою юниорскую карьеру, проживая в интернате для спортсменов.
Профессиональную карьеру начал в 2005 году. Занял 5-е место на чемпионате мира среди юношей 2005 года. На следующий год вновь занял 5-е место на чемпионате мира среди юниоров. В 2011 году стал чемпионом Европы среди молодёжи. На мировом первенстве в Тэгу занял 12-е место с результатом 16,38 м. На мировом первенстве в помещении 2012 года не смог выйти в финал. Серебряный призёр мемориала Ван-Дамма 2011 года. Выступал на олимпийских играх 2012 года, но не смог выйти в финал.
Личный рекорд в тройном прыжке — 17,72 м. Был установлен в июле 2011 года на молодёжном чемпионат Европы в Чехии.

## Семья и личная жизнь
Его отец Осман Эль-Шериф из Чада, а мать украинка Ирина Солодовникова. Отец работал гинекологом, а мать медсестрой. В дальнейшем мать открыла ателье по пошиву костюмов для художественной гимнастики. У Шерифа есть младшая сестра — Фатима Эль-Шериф, мастер спорта по художественной гимнастике, миссис Крыма, замужем, есть ребёнок, живёт в Краснодаре, где владеет фитнес-студией, и младший брат Амин. Семья проживала в одном из спальных районов Симферополя в маленькой квартире-малосемейке. В дальнейшем родители Шерифа развелись, его отец уехал работать в Саудовскую Аравию.
О личной жизни Шерифа известно крайне мало. Он не был женат, не имеет детей.

## Смена гражданства
3 июня 2013 года официально стал гражданином Турции, его новое имя — Шериф Османоглу. С 2 июня 2014 года стал выступать за новую родину.